# Darius Vassell
Darius Markus Vassell (Birmingham, 1980. június 13. –)  angol válogatott labdarúgó, csatár. Pályafutása során játszott az Aston Villa, a Manchester City és a Leicester City csapatában is.

## Pályafutása

### Aston Villa
1998 augusztusában debütált az első csapatban egy 3-1-es győzelemmel a Middlesbrough ellen. Vassell legjobb tulajdonságai a sebessége és a mozgékonysága. Pályafutása során ha gólt szerzett, akkor sosem vesztett a csapata, egészen 2011. április 22-ig amikor is a Leicester City 3-2-re vereséget szenvedett a Nottingham Forest csapatától.

### Manchester City
2005 júliusában került a City-hez.

### Ankaragücü
2009 júliusában érkezett a török Ankaragücü csapatához. 3000 rajongó ünnepelte érkezését.. Egy szezonig volt csak a klub játékosa.

### Leicester City
2010. október 20-án  kétéves szerződést írt alá a klubbal.

### A válogatottban
2002. február 13-án debütált a válogatottban egy 1-1-re végződő mérkőzésen a Holland válogatott ellen. Ő góljával egyenlítettek a 60. percben. Részt vett a 2002-es labdarúgó-világbajnokságon és a 2004-es labdarúgó-Európa-bajnokságon is.

## Sikerei, díjai
Aston Villa 
- FA-kupa döntős: 1999-2000
- Intertotó-kupa: 2001

 Anglia 
- 2004-es FA Nyári Torna: 2004